# Best NBA Player ESPY Award
O Best NBA Player ESPY Award é um prêmio concedido anualmente desde 1992, para o melhor jogador da NBA naquele determinado ano, levando em consideração seu desempenho na temporada regular e nos playoffs, além de seus feitos individuais e coletivos. O prêmio é diferente do NBA Most Valuable Player, entregue pela NBA desde 1956, que consagra apenas o jogador mais valioso da temporada regular. A premiação é realizada pela ESPY Awards, o Oscar do Esporte Americano. O primeiro jogador a vencer o prêmio foi Michael Jordan, jogando pelo Chicago Bulls em 1992.
A votação do prêmio é composta por fãs, executivos, jornalistas esportivos e esportistas aposentados, chamados de especialistas. O prêmio não foi concedido em 2020, devido à Pandemia de COVID-19. O maior vencedor do prêmio é LeBron James, com sete conquistas, jogando pelo Cleveland Cavaliers e Miami Heat. O último vencedor da honraria foi Luka Dončić, jogando pelo Dallas Mavericks em 2024.

## Vencedores

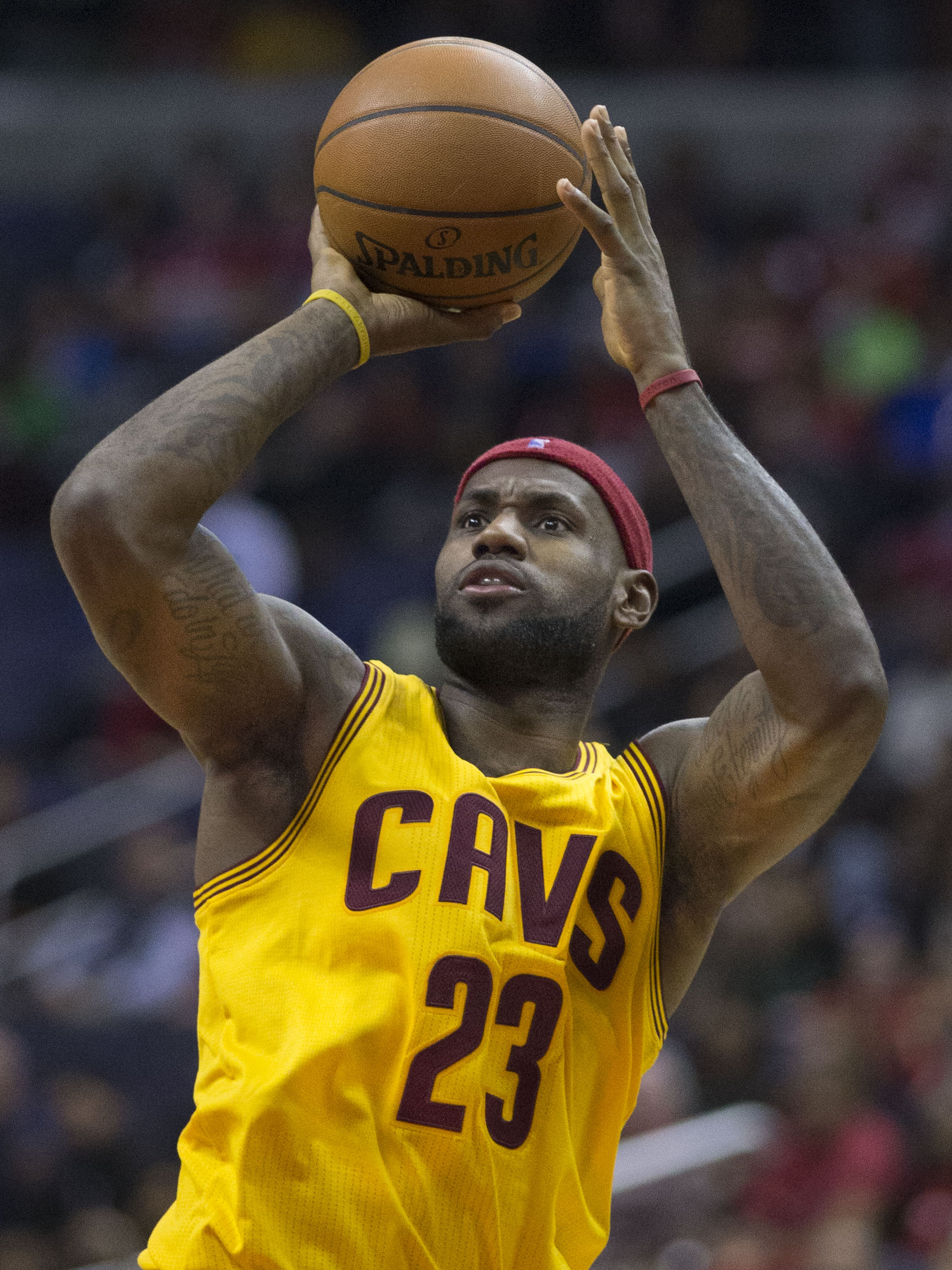
LeBron James é o único jogador a vencer o prêmio sete vezes, nos anos de 2007, 2009, 2012, 2013, 2016, 2017 e 2018.

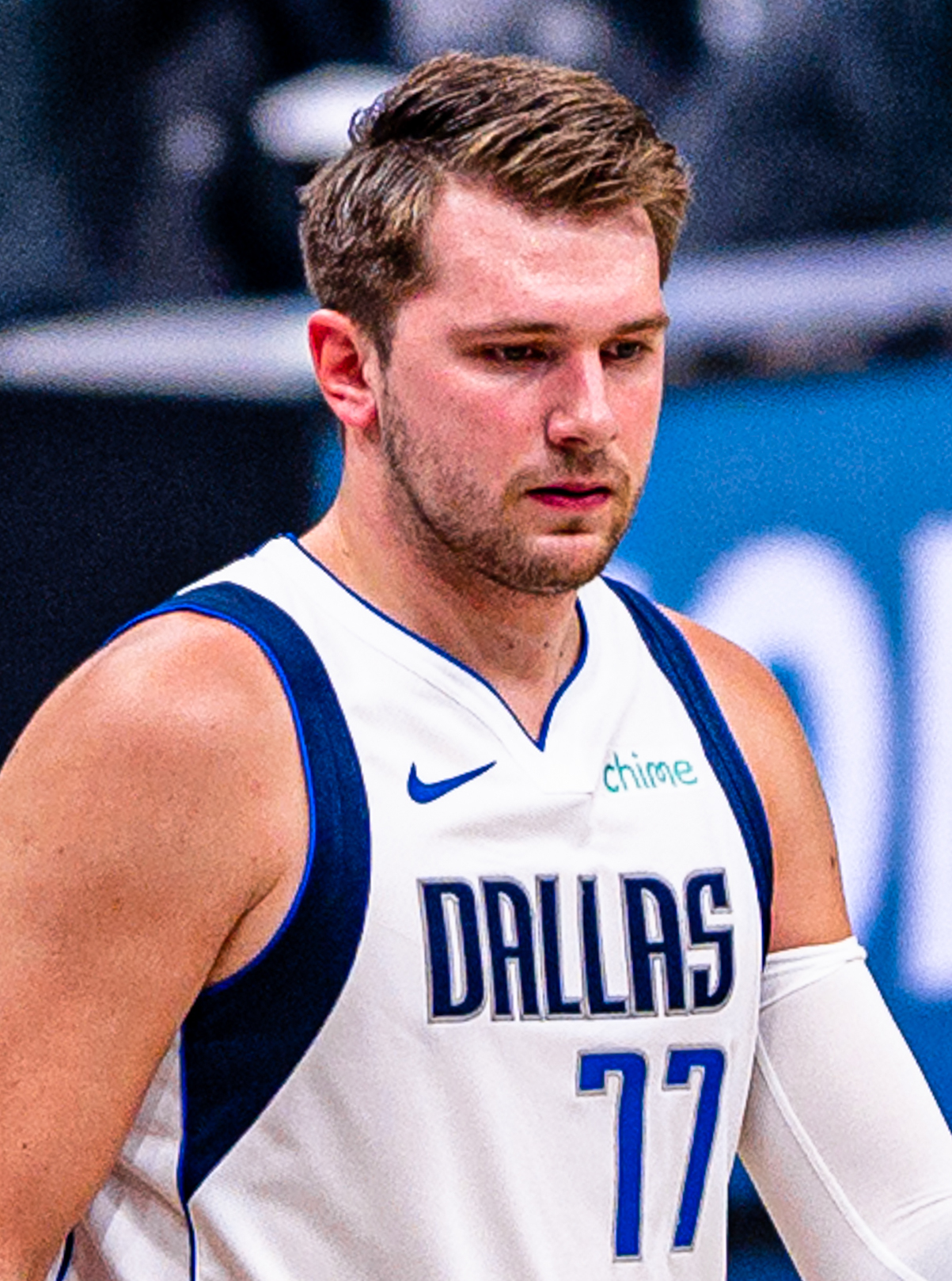
Luka Dončić ganhou seu primeiro prêmio ESPY de melhor jogador de basquete em 2024.

Jogador campeão da NBA naquela temporada. 
      Jogador que foi vice-campeão naquela temporada. 
† Jogadores vencedores do Bill Russell NBA Finals Most Valuable Player Award.
| Ano  | Jogador                                        | Nacionalidade                                  | Posição                                        | Equipe                                         |
| ---- | ---------------------------------------------- | ---------------------------------------------- | ---------------------------------------------- | ---------------------------------------------- |
| 1992 | Michael Jordan †                               | Estados Unidos                                 | Ala-armador                                    | Chicago Bulls                                  |
| 1993 | Charles Barkley                                | Estados Unidos                                 | Ala-pivô                                       | Phoenix Suns                                   |
| 1994 | Hakeem Olajuwon †                              | Estados Unidos                                 | Pivô                                           | Houston Rockets                                |
| 1995 | Hakeem Olajuwon (2) †                          | Estados Unidos                                 | Pivô                                           | Houston Rockets                                |
| 1996 | Michael Jordan (2) †                           | Estados Unidos                                 | Ala-armador                                    | Chicago Bulls                                  |
| 1997 | Michael Jordan (3) †                           | Estados Unidos                                 | Ala-armador                                    | Chicago Bulls                                  |
| 1998 | Michael Jordan (4) †                           | Estados Unidos                                 | Ala-armador                                    | Chicago Bulls                                  |
| 1999 | Tim Duncan †                                   | Estados Unidos                                 | Ala-pivô                                       | San Antonio Spurs                              |
| 2000 | Shaquille O'Neal †                             | Estados Unidos                                 | Pivô                                           | Los Angeles Lakers                             |
| 2001 | Prêmio cancelado pela ESPY Awards              | Prêmio cancelado pela ESPY Awards              | Prêmio cancelado pela ESPY Awards              | Prêmio cancelado pela ESPY Awards              |
| 2002 | Shaquille O'Neal (2) †                         | Estados Unidos                                 | Pivô                                           | Los Angeles Lakers                             |
| 2003 | Tim Duncan (2) †                               | Estados Unidos                                 | Ala-pivô                                       | San Antonio Spurs                              |
| 2004 | Kevin Garnett                                  | Estados Unidos                                 | Ala-pivô                                       | Minnesota Timberwolves                         |
| 2005 | Steve Nash                                     | Canadá                                         | Armador                                        | Phoenix Suns                                   |
| 2006 | Dwyane Wade †                                  | Estados Unidos                                 | Ala-armador                                    | Miami Heat                                     |
| 2007 | LeBron James                                   | Estados Unidos                                 | Ala                                            | Cleveland Cavaliers                            |
| 2008 | Kobe Bryant                                    | Estados Unidos                                 | Ala-armador                                    | Los Angeles Lakers                             |
| 2009 | LeBron James (2)                               | Estados Unidos                                 | Ala                                            | Cleveland Cavaliers                            |
| 2010 | Kobe Bryant (2) †                              | Estados Unidos                                 | Ala-armador                                    | Los Angeles Lakers                             |
| 2011 | Dirk Nowitzki †                                | Alemanha                                       | Ala-pivô                                       | Dallas Mavericks                               |
| 2012 | LeBron James (3) †                             | Estados Unidos                                 | Ala                                            | Miami Heat                                     |
| 2013 | LeBron James (4) †                             | Estados Unidos                                 | Ala                                            | Miami Heat                                     |
| 2014 | Kevin Durant                                   | Estados Unidos                                 | Ala                                            | Oklahoma City Thunder                          |
| 2015 | Stephen Curry                                  | Estados Unidos                                 | Armador                                        | Golden State Warriors                          |
| 2016 | LeBron James (5) †                             | Estados Unidos                                 | Ala                                            | Cleveland Cavaliers                            |
| 2017 | LeBron James (6)                               | Estados Unidos                                 | Ala                                            | Cleveland Cavaliers                            |
| 2018 | LeBron James (7)                               | Estados Unidos                                 | Ala                                            | Cleveland Cavaliers                            |
| 2019 | Giannis Antetokounmpo                          | Grécia                                         | Ala-pivô                                       | Milwaukee Bucks                                |
| 2020 | Prêmio cancelado devido à Pandemia de COVID-19 | Prêmio cancelado devido à Pandemia de COVID-19 | Prêmio cancelado devido à Pandemia de COVID-19 | Prêmio cancelado devido à Pandemia de COVID-19 |
| 2021 | Stephen Curry (2)                              | Estados Unidos                                 | Armador                                        | Golden State Warriors                          |
| 2022 | Stephen Curry (3) †                            | Estados Unidos                                 | Armador                                        | Golden State Warriors                          |
| 2023 | Nikola Jokić †                                 | Sérvia                                         | Pivô                                           | Denver Nuggets                                 |
| 2024 | Luka Dončić                                    | Eslovênia                                      | Armador                                        | Dallas Mavericks                               |

## Recordistas

### Jogadores
| Jogador               | Prêmios |
| --------------------- | ------- |
| LeBron James          | 7       |
| Michael Jordan        | 4       |
| Stephen Curry         | 3       |
| Hakeem Olajuwon       | 2       |
| Shaquille O'Neal      | 2       |
| Tim Duncan            | 2       |
| Kobe Bryant           | 2       |
| Charles Barkley       | 1       |
| Kevin Garnett         | 1       |
| Steve Nash            | 1       |
| Dwyane Wade           | 1       |
| Dirk Nowitzki         | 1       |
| Kevin Durant          | 1       |
| Giannis Antetokounmpo | 1       |
| Luka Dončić           | 1       |

### Equipes
| Equipe                 | Prêmios |
| ---------------------- | ------- |
| Cleveland Cavaliers    | 5       |
| Chicago Bulls          | 4       |
| Los Angeles Lakers     | 4       |
| Miami Heat             | 3       |
| Golden State Warriors  | 3       |
| Houston Rockets        | 2       |
| San Antonio Spurs      | 2       |
| Phoenix Suns           | 2       |
| Minnesota Timberwolves | 1       |
| Dallas Mavericks       | 2       |
| Oklahoma City Thunder  | 1       |
| Milwaukee Bucks        | 1       |